# 第一套直式新臺幣
| 舊臺幣及各套新臺幣概况 |
| ---------------------- |
| 舊臺幣                 |
| 第一套直式新臺幣       |
| 第二套直式新臺幣       |
| 第三套直式新臺幣       |
| 第四套直式新臺幣       |
| 金門馬祖大陳專用紙幣   |
| 第一套橫式新臺幣       |
| 第二套橫式新臺幣       |
| 第三套橫式新臺幣       |
| 第四套橫式新臺幣       |
| 第五套橫式新臺幣       |
| 新臺幣硬幣             |

第一套直式新臺幣於1949年6月15日開始分批發行，臺灣銀行第一印刷廠（位於中華民國總統府內）印製，已停止流通。

## 概覽

### 紙幣
國父孫中山像為鮑良玉雕刻，正面凹版、背面凸版。
| 图案 | 面值 | 正面                                                           | 背面                                                                             | 發行日期                                                           | 備註 |
| ---- | ---- | -------------------------------------------------------------- | -------------------------------------------------------------------------------- | ------------------------------------------------------------------ | --- |
|      | 壹圓 | 紅色調                                                         | 藍色調                                                                           | 未發行                                                             | 限金門通用（未發行） |
|      | 伍圓 | 墨綠色調 國父孫中山頭像 「臺灣銀行」與伍圓、鈔券印製年份字樣。 | 黃色調 臺銀總行圖像、臺灣地圖圖像、鈔券印製年份及 伍圓英文、數字字樣與底紋圖案。 | 民國38年（1949年）6月15日發行 民國91年（2002年）7月1日起停止流通。 | 伍圓（NT.$ 5） 版別：臺一版 （页面存档备份，存于） 年版：民國38年（1949年） 鈔券尺寸(毫米)：147 X 60。 臺一版伍圓正面凹版套底紋一色，背面則是凸版印刷。 |
|      | 拾圓 | 藍色調 國父孫中山頭像 「臺灣銀行」與拾圓字樣。                 | 棕色調 臺銀總行圖像、臺灣地圖及 拾圓英文、數字字樣。                             | 民國38年（1949年）6月15日發行 民國91年（2002年）7月1日起停止流通。 | 拾圓（NT.$ 10） 版別：臺一版 （页面存档备份，存于） 年版：民國38年（1949年） 鈔券尺寸(毫米)：156 X 64。                                                 |

1. ↑  僅有加蓋「金門」字樣票，預定在金門使用，但「金門」字樣為空心字體，被金門軍方認為影射「掏空金門」，反對使用，故未在金門正式發行。

### 硬幣
委中央造幣廠鑄造
| 图案                                                         | 说明 |
| 新臺幣伍角（NT.$ 0.5） （民國38年版） （页面存档备份，存于） | 伍角（NT.$ 0.5） *材質:銀幣（銀72%、銅28%）。 *正面圖案:國父孫中山側頭像、製造年份（右至左）、桂冠形圖紋一圈。 *背面圖案:「臺灣省」地圖圖像與字樣（上至下）、「伍角」（右至左）字樣、桂冠形圖紋一圈。 *直徑:24毫米。 *重量:5.0公克。 *發行日期:于民國38年（1949年）12月1日发行。 *停用日期:于民國71年（1982年）12月8日停止流通。 |
| 新臺幣貳角（NT.$ 0.2） （民國39年版） （页面存档备份，存于） | 貳角（NT.$ 0.2） *材質:鋁幣（鋁100%）。 *正面圖案:國父孫中山側頭像、製造年份（右至左）、桂冠形圖紋一圈。 *背面圖案:地圖圖像與字樣（上至下）、「貳角」（右至左）字樣、桂冠形圖紋一圈。 *直徑:23毫米。 *重量:1.8公克。 *發行日期:于民國39年（1950年）5月11日发行。 *停用日期:于民國71年（1982年）12月8日停止流通。                 |
| 新臺幣壹角（NT.$ 0.1） （民國38年版） （页面存档备份，存于） | 壹角（NT.$ 0.1） *材質:銅幣（銅95%、鋅5%）。 *正面圖案:國父孫中山側頭像、製造年份（右至左）、桂冠形圖紋一圈。 *背面圖案:地圖圖像與字樣（上至下）、「壹角」（右至左）字樣、桂冠形圖紋一圈。 *直徑:21毫米。 *重量:4.5公克。 *發行日期:于民國38年（1949年）12月1日发行。 *停用日期:于民國71年（1982年）12月8日停止流通。            |

## 舊版新臺幣鈔券與硬幣處理
民國89年（2000年）7月1日，臺灣銀行（部分為中央銀行訊息）新聞稿說明：新臺幣自中華民國89年（2000年）7月1日起改由中央銀行發行，有關各種舊版新臺幣券幣停止流通日期如下：
臺灣銀行－舊版新臺幣仍可持向本行國內各營業單位等值兌換（中央銀行－停止流通之舊版新臺幣仍可持向臺灣銀行各營業單位兌換等值現行流通券幣。）
- 票面載明「臺灣銀行」之各類舊版新臺幣鈔券，除新臺幣發行五十週年紀念性伍拾圓塑膠鈔券外，已於民國91年（2002年）7月1日起停止流通。
- 民國68年（1979年）以前發行之伍圓硬幣、壹圓硬幣（除慶祝總統  蔣公八秩華誕及響應聯合國糧農組織糧食增產運動紀念幣外)、民國38年（1949年）版伍角硬輔幣（銀幣）、民國43年（1954年）版伍角硬輔幣（合金幣）、民國62年（1973年）以前各年版伍角硬輔幣（黃銅幣）、民國39年（1950年）版貳角硬輔幣、民國38年（1949年）版壹角硬輔幣、民國44年（1955年）版壹角硬輔幣及民國63年（1974年）以前各年版壹角硬輔幣已於民國71年（1982年）12月8日起停止流通。

## 資料來源
- 新臺幣券、幣典藏寶庫（清朝至新臺幣時期）分類查詢 （页面存档备份，存于）中央銀行 民國109（2020年）年7月8日補登
- 新臺幣券、幣典藏寶庫（清朝至新臺幣時期）典藏搜索 （页面存档备份，存于）中央銀行 券幣數位博物館 民國110年（2021年）1月7日補登

1. ↑  舊版新臺幣之兌換 （页面存档备份，存于）臺灣銀行
2. ↑  舊版新臺幣兌換 （页面存档备份，存于）中央銀行